# Diabroctis mirabilis
Diabroctis mirabilis là một loài bọ cánh cứng trong họ Bọ hung (Scarabaeidae).